# Baculométrie
La baculométrie était l'art de mesurer des distances, des altitudes ou des lignes avec des bâtons ou des verges.
Les objets mesurés pouvaient être accessibles ou inaccessibles. Daniel Schwenter a décrit ce type de mesure dans Geometria Practica en 1627. Dans ses Elements (1709), le philosophe Christian Wolff aborde aussi cette discipline, qui sera également étudiée et illustrée par le mathématicien Jacques Ozanam (1640-1718).